# قطعنامه ۹۶۷ شورای امنیت
قطعنامه ۹۶۷ شورای امنیت سازمان ملل متحد که در تاریخ ۱۴ دسامبر ۱۹۹۴ تصویب شد، سندی بین‌المللی دربارهٔ جمهوری فدرال یوگسلاوی (صربستان ومونته نگرو) است. این قطعنامه طی نشست ۳۴۸۰ام با ۱۵ رای موافق، ۰ مخالف و ۰ ممتنع تصویب شد.